# Temporada 2002 de la NFL
La Temporada 2002 de la NFL fue la 83.ª en la historia de la NFL.En la temporada regular se juegan 16 partidos durante 17 semanas. Posteriormente se juegan los playoffs, que determinan los equipos que se clasificarán para la gran final: el Super Bowl.
Los juegos de la temporada regular se celebraron del 5 de septiembre al 30 de diciembre del 2002. La liga volvió a un número par de equipos, ampliando a 32 equipos con la adición de los Houston Texans. Los clubes se realinearon en ocho divisiones, cuatro equipos en cada una. Además, los Chicago Bears jugaron la temporada 2002 en Champaign, Illinois, en el Memorial Stadium debido a la reconstrucción de su estadio Soldier Field.
Los playoffs comenzaron el 4 de enero de 2003.El título de la NFL fue ganado por los Tampa Bay Buccaneers cuando derrotaron a los Oakland Raiders en el Super Bowl XXXVII, el juego de campeonato del Super Bowl, en el Qualcomm Stadium de San Diego, California el 26 de enero.

## Expansión y Realineamiento
Con la unión de los Houston Texans a la NFL, los equipos de la liga se realinaron en ocho divisiones: cuatro equipos en cada división y cuatro divisiones en cada conferencia. Con la creación de las nuevas divisiones, la liga intentó mantener las rivalidades históricas de la antiguas y al mismo tiempo tratar de organizar los equipos geográficamente. Consecuentemente tres equipos de la AFC central ( Cincinnati,  Cleveland y  Pittsburgh) fueron obligados a estar en la misma división como parte de cualquier reajuste propuestas; esto era parte del plan de la NFL con la ciudad de Cleveland en 1995 tras la Controvertida reubicación de Cleveland Browns.
.
Los mayores cambios fueron:

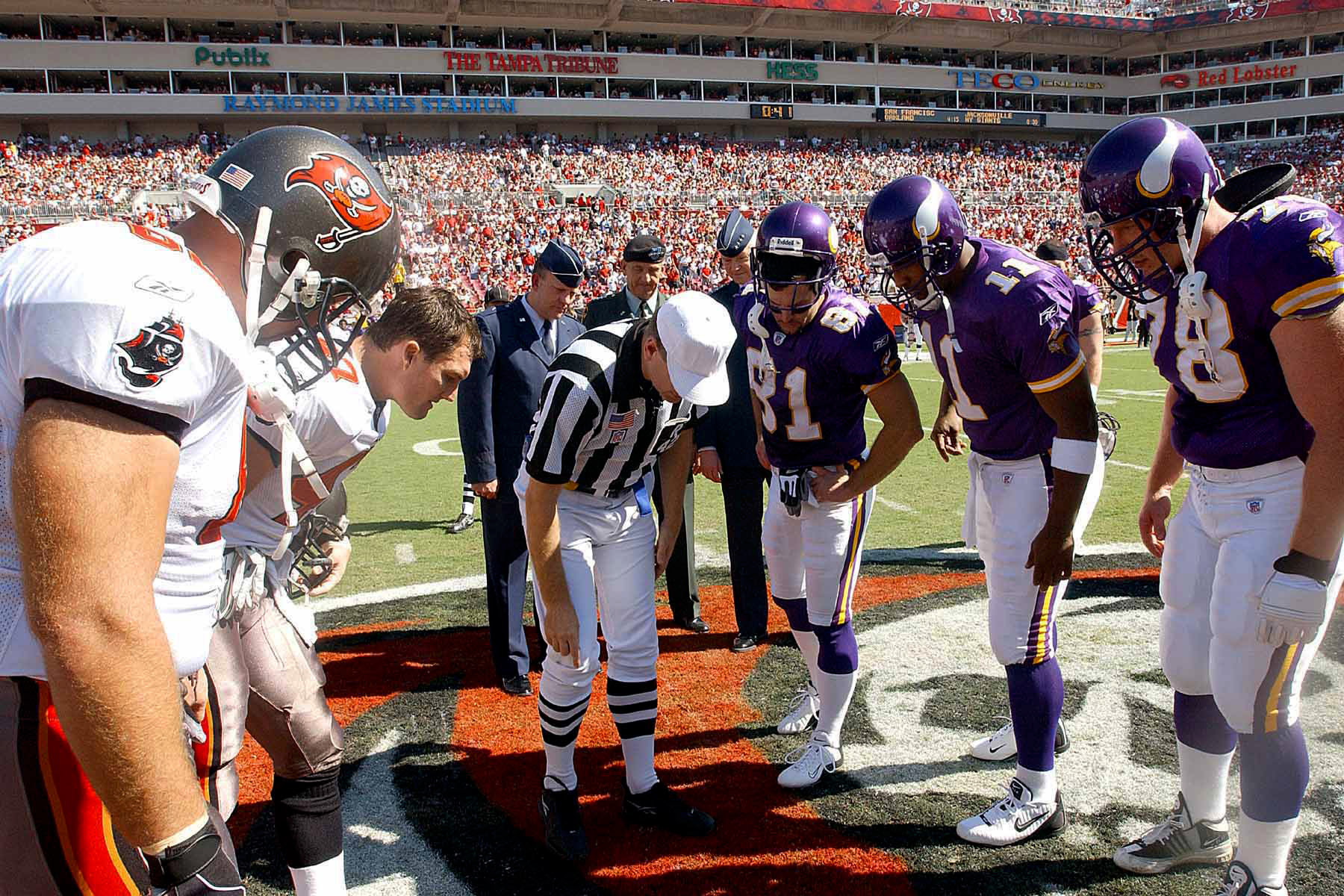
Tampa Bay Buccaneers, los eventuales ganadores del Super Bowl XXXVII, recibiendo a los Minnesota Vikings en la semana 9

- Los Seattle Seahawks se convirtieron en el único equipo capaz de cambiar de conferencias dos veces, pasando de la AFC Oeste a la NFC Oeste(donde estuvieron en su primera temporada).

- Los Arizona Cardinals fueron movidos de la NFC Este a la NFC Oeste. Habían jugado originalmente en Chicago y luego St. Louis antes de trasladarse a  Phoenix en 1988.

- Los Indianapolis Colts, Jacksonville Jaguars, Tennessee Titans y el nuevo equipo Houston Texans fueron colocados en la recién formada división AFC Sur.

- Los Atlanta Falcons, Carolina Panthers, New Orleans Saints y Tampa Bay Buccaneers fueron colocados en la recién formada división NFC Sur.

- Tanto la AFC Central y NFC central  cambiaron de nombre a AFC Norte y NFC Norte, respectivamente. Conservaron sus equipos, menos los Titanes, Jaguars y Buccaneers en sus respectivas conferencias.

Además, la llegada de los Texans significaba que la liga podría volver a su formato de programación anterior a 1999 en el que ningún equipo tenía una semana de descanso durante las primeras dos semanas o siete últimas semanas de la temporada. De 1999 a 2001, al menos un equipo no jugó en cada semana (incluyendo la pretemporada) a causa de un número impar de equipos en la liga (esto también sucedió en 1960, 1966, y otros años en el que la liga tenía un número impar de equipos). Eso casi se convirtió en un problema durante la  la temporada anterior debido al  Atentado del 11 de septiembre, ya que los San Diego Chargers tuvieron su semana de descanso durante la semana siguiente a 9/11 y la liga canceló de los juegos de esa semana.
La liga también introdujo una nueva rotación programada de ocho años diseñado para que todos los equipos jugarán entre sí al menos dos veces durante esos ocho años, y jugará en el estadio de cualquier otro equipo al menos una vez. bajo  nueva fórmula de programación, sólo dos de los juegos de un equipo cada temporada se basa en el registro del año anterior, por debajo de cuatro bajo el sistema anterior. Todos los equipos juegan cuatro juegos interconferencia. Un análisis de los porcentajes de victoria en 2008 mostró una tendencia estadística hacia arriba para los mejores equipos desde este cambio; el mejor equipo de cada ejercicio anual promedio de 14.2 victorias, frente al 13.4 previamente
El formato de playoffs también fue modificado: cuatro ganadores de división y dos comodines de cada conferencia ahora avanzan a los playoffs, en lugar de tres ganadores de división y tres comodines. En cada conferencia, los ganadores de la división ahora se siembran de 1 a 4, y los comodines se siembran de 5 a 6. En el sistema actual, la única forma en que un equipo comodín puede albergar un partido de eliminatoria es si ambos equipos en el juego de campeonato de la conferencia son comodines. Desde 1990, el número de equipos de playoffs sigue siendo 12.

## Calendario
Esta temporada, los partidos intraconferencia e interconferencia se han programado de la siguiente manera
| Intraconferencia                                                                                              | Interconferencia                                                                                              |
| --- | --- |
| - AFC Este contra AFC Oeste - AFC Norte contra AFC Sur - NFC Este contra NFC Oeste - NFC Norte contra NFC Sur | - AFC Este contra NFC Norte - AFC Norte contra NFC Sur - AFC Sur contra NFC Este - AFC Oeste contra NFC Oeste |

## Temporada regular
V = Victorias, D = Derrotas, E = Empates, CTE = Cociente de victorias [V+(E/2)]/(V+D+E), PF= Puntos a favor, PC = Puntos en contra
| Clasificado para los playoffs |

| AFC Este             | AFC Este | AFC Este | AFC Este | AFC Este | AFC Este | AFC Este | AFC Este | AFC Este | AFC Este |
| Equipo               | V        | D        | E        | CTE      | DIV      | CONF     | PF       | PC       |          |
| -------------------- | -------- | -------- | -------- | -------- | -------- | -------- | -------- | -------- | -------- |
| New York Jets(4)     | 9        | 7        | 0        | .562     | 4-2      | 6-6      | 359      | 336      |          |
| New England Patriots | 9        | 7        | 0        | .562     | 4-2      | 6-6      | 381      | 346      |          |
| Miami Dolphins       | 9        | 7        | 0        | .562     | 2-4      | 7-5      | 378      | 301      |          |
| Buffalo Bills        | 8        | 8        | 0        | .500     | 2-4      | 5-7      | 379      | 397      |          |

| AFC Norte              | AFC Norte | AFC Norte | AFC Norte | AFC Norte | AFC Norte | AFC Norte | AFC Norte | AFC Norte | AFC Norte |
| Equipo                 | V         | D         | E         | CTE       | DIV       | CONF      | PF        | PC        |           |
| ---------------------- | --------- | --------- | --------- | --------- | --------- | --------- | --------- | --------- | --------- |
| Pittsburgh Steelers(3) | 10        | 5         | 1         | .656      | 6-0       | 8-4       | 390       | 345       |           |
| Cleveland Browns(6)    | 9         | 7         | 0         | .562      | 3-3       | 7-5       | 344       | 320       |           |
| Baltimore Ravens       | 7         | 9         | 0         | .438      | 3-3       | 7-5       | 316       | 354       |           |
| Cincinnati Bengals     | 2         | 14        | 0         | .125      | 0-6       | 1-11      | 279       | 456       |           |

| AFC Sur               | AFC Sur | AFC Sur | AFC Sur | AFC Sur | AFC Sur | AFC Sur | AFC Sur | AFC Sur | AFC Sur |
| Equipo                | V       | D       | E       | CTE     | DIV     | CONF    | PF      | PC      |         |
| --------------------- | ------- | ------- | ------- | ------- | ------- | ------- | ------- | ------- | ------- |
| Tennessee Titans(2)   | 11      | 5       | 0       | .688    | 6-0     | 9-3     | 367     | 324     |         |
| Indianapolis Colts(5) | 10      | 6       | 0       | .625    | 4-2     | 8-4     | 349     | 313     |         |
| Jacksonville Jaguars  | 6       | 10      | 0       | .375    | 1-5     | 4-8     | 328     | 315     |         |
| Houston Texans        | 4       | 12      | 0       | .250    | 1-5     | 2-10    | 213     | 356     |         |

| AFC Oeste          | AFC Oeste | AFC Oeste | AFC Oeste | AFC Oeste | AFC Oeste | AFC Oeste | AFC Oeste | AFC Oeste | AFC Oeste |
| Equipo             | V         | D         | E         | CTE       | DIV       | CONF      | PF        | PC        |           |
| ------------------ | --------- | --------- | --------- | --------- | --------- | --------- | --------- | --------- | --------- |
| Oakland Raiders(1) | 11        | 5         | 0         | .688      | 4-2       | 9-3       | 450       | 304       |           |
| Denver Broncos     | 9         | 7         | 0         | .562      | 3-3       | 5-7       | 392       | 344       |           |
| San Diego Chargers | 8         | 8         | 0         | .500      | 3-3       | 6-6       | 333       | 367       |           |
| Kansas City Chiefs | 8         | 8         | 0         | .500      | 2-4       | 6-6       | 467       | 399       |           |

| NFC Este               | NFC Este | NFC Este | NFC Este | NFC Este | NFC Este | NFC Este | NFC Este | NFC Este | NFC Este |
| Equipo                 | V        | D        | E        | CTE      | DIV      | CONF     | PF       | PC       |          |
| ---------------------- | -------- | -------- | -------- | -------- | -------- | -------- | -------- | -------- | -------- |
| Philadelphia Eagles(1) | 12       | 4        | 0        | .750     | 5-1      | 11-1     | 415      | 241      |          |
| New York Giants(5)     | 10       | 6        | 0        | .625     | 5-1      | 8-4      | 320      | 279      |          |
| Washington Redskins    | 7        | 9        | 0        | .438     | 1-5      | 4-8      | 307      | 365      |          |
| Dallas Cowboys         | 5        | 11       | 0        | .312     | 1-5      | 3-9      | 217      | 329      |          |

| NFC Norte            | NFC Norte | NFC Norte | NFC Norte | NFC Norte | NFC Norte | NFC Norte | NFC Norte | NFC Norte | NFC Norte |
| Equipo               | V         | D         | E         | CTE       | DIV       | CONF      | PF        | PC        |           |
| -------------------- | --------- | --------- | --------- | --------- | --------- | --------- | --------- | --------- | --------- |
| Green Bay Packers(3) | 12        | 4         | 0         | .750      | 5-1       | 9-3       | 398       | 328       |           |
| Minnesota Vikings    | 6         | 10        | 0         | .375      | 4-2       | 5-7       | 390       | 442       |           |
| Chicago Bears        | 4         | 12        | 0         | .250      | 2-4       | 3-9       | 281       | 379       |           |
| Detroit Lions        | 3         | 13        | 0         | .188      | 1-5       | 3-9       | 306       | 451       |           |

| NFC Sur                 | NFC Sur | NFC Sur | NFC Sur | NFC Sur | NFC Sur | NFC Sur | NFC Sur | NFC Sur | NFC Sur |
| Equipo                  | V       | D       | E       | CTE     | DIV     | CONF    | PF      | PC      |         |
| ----------------------- | ------- | ------- | ------- | ------- | ------- | ------- | ------- | ------- | ------- |
| Tampa Bay Buccaneers(2) | 12      | 4       | 0       | .750    | 4-2     | 9-3     | 346     | 196     |         |
| Atlanta Falcons(6)      | 9       | 6       | 1       | .594    | 4-2     | 7-5     | 402     | 314     |         |
| New Orleans Saints      | 9       | 7       | 0       | .562    | 3-3     | 7-5     | 432     | 388     |         |
| Carolina Panthers       | 7       | 9       | 0       | .438    | 1-5     | 4-8     | 258     | 302     |         |

| NFC Oeste              | NFC Oeste | NFC Oeste | NFC Oeste | NFC Oeste | NFC Oeste | NFC Oeste | NFC Oeste | NFC Oeste | NFC Oeste |
| Equipo                 | V         | D         | E         | CTE       | DIV       | CONF      | PF        | PC        |           |
| ---------------------- | --------- | --------- | --------- | --------- | --------- | --------- | --------- | --------- | --------- |
| San Francisco 49ers(4) | 10        | 6         | 0         | .625      | 367       | 5-1       | 8-4       | 351       |           |
| St. Louis Rams         | 7         | 9         | 0         | .438      | 4-2       | 5-7       | 316       | 369       |           |
| Seattle Seahawks       | 7         | 9         | 0         | .438      | 2-4       | 5-7       | 355       | 369       |           |
| Arizona Cardinals      | 5         | 11        | 0         | .312      | 1-5       | 5-7       | 262       | 417       |           |

## Postemporada
|  | Ronda Wild Card               | Ronda Wild Card               | Ronda Wild Card               |    |               | Ronda divisional           | Ronda divisional                      | Ronda divisional           |                                       |                                       | Finales de conferencia                | Finales de conferencia | Finales de conferencia |  |  | Super Bowl | Super Bowl | Super Bowl |
|  |                               |                               |                               |    |               |                            |                                       |                            |                                       |                                       |                                       |                        |                        |  |  |            |            |            |
|  | 5 de enero – Heinz Field      | 5 de enero – Heinz Field      | 5 de enero – Heinz Field      |    |               | 11 de enero – The Coliseum | 11 de enero – The Coliseum            | 11 de enero – The Coliseum |                                       |                                       |                                       |                        |                        |  |  |            |            |            |
|  | 5 de enero – Heinz Field      | 5 de enero – Heinz Field      | 5 de enero – Heinz Field      |    |               | 11 de enero – The Coliseum | 11 de enero – The Coliseum            | 11 de enero – The Coliseum |                                       |                                       |                                       |                        |                        |  |  |            |            |            |
|  | 5 de enero – Heinz Field      | 5 de enero – Heinz Field      | 5 de enero – Heinz Field      |    |               | 11 de enero – The Coliseum | 11 de enero – The Coliseum            | 11 de enero – The Coliseum |                                       |                                       |                                       |                        |                        |  |  |            |            |            |
|  | 5 de enero – Heinz Field      | 5 de enero – Heinz Field      | 5 de enero – Heinz Field      |    |               | 11 de enero – The Coliseum | 11 de enero – The Coliseum            | 11 de enero – The Coliseum |                                       |                                       |                                       |                        |                        |  |  |            |            |            |
|  | #6                            | Cleveland                     | 33                            |    |               | 11 de enero – The Coliseum | 11 de enero – The Coliseum            | 11 de enero – The Coliseum |                                       |                                       |                                       |                        |                        |  |  |            |            |            |
|  | #6                            | Cleveland                     | 33                            | #3 | Pittsburgh    | 31                         |                                       |                            |                                       |                                       |                                       |                        |                        |  |  |            |            |            |
|  | #3                            | Pittsburgh                    | 36                            | #3 | Pittsburgh    | 31                         |                                       |                            | 19 de enero - Network Assoc. Coliseum | 19 de enero - Network Assoc. Coliseum | 19 de enero - Network Assoc. Coliseum |                        |                        |  |  |            |            |            |
|  | #3                            | Pittsburgh                    | 36                            | #2 | Tennessee     | 34                         |                                       |                            | 19 de enero - Network Assoc. Coliseum | 19 de enero - Network Assoc. Coliseum | 19 de enero - Network Assoc. Coliseum |                        |                        |  |  |            |            |            |
|  |                               |                               |                               | #2 | Tennessee     | 34                         |                                       |                            | 19 de enero - Network Assoc. Coliseum | 19 de enero - Network Assoc. Coliseum | 19 de enero - Network Assoc. Coliseum |                        |                        |  |  |            |            |            |
|  |                               |                               |                               |    |               |                            |                                       |                            | 19 de enero - Network Assoc. Coliseum | 19 de enero - Network Assoc. Coliseum | 19 de enero - Network Assoc. Coliseum |                        |                        |  |  |            |            |            |
|  | 4 de enero – Giants Stadium   | 4 de enero – Giants Stadium   | 4 de enero – Giants Stadium   | #2 | Tennessee     | 24                         |                                       |                            |                                       |                                       |                                       |                        |                        |  |  |            |            |            |
|  | 4 de enero – Giants Stadium   | 4 de enero – Giants Stadium   | 4 de enero – Giants Stadium   | #2 | Tennessee     | 24                         | 12 de enero – Network Assoc. Coliseum |                            |                                       |                                       |                                       |                        |                        |  |  |            |            |            |
|  | 4 de enero – Giants Stadium   | 4 de enero – Giants Stadium   | 4 de enero – Giants Stadium   |    | #1            | Oakland                    | 41                                    |                            |                                       |                                       |                                       |                        |                        |  |  |            |            |            |
|  | 4 de enero – Giants Stadium   | 4 de enero – Giants Stadium   | 4 de enero – Giants Stadium   |    | #1            | Oakland                    | 41                                    |                            |                                       |                                       |                                       |                        |                        |  |  |            |            |            |
|  | #5                            | Indianapolis                  | 0                             |    |               |                            |                                       |                            |                                       |                                       |                                       |                        |                        |  |  |            |            |            |
|  | #5                            | Indianapolis                  | 0                             | #4 | N.Y. Jets     | 10                         |                                       |                            |                                       |                                       |                                       |                        |                        |  |  |            |            |            |
|  | #4                            | N.Y. Jets                     | 41                            | #4 | N.Y. Jets     | 10                         |                                       |                            | 26 de enero – Qualcomm Stadium        | 26 de enero – Qualcomm Stadium        | 26 de enero – Qualcomm Stadium        |                        |                        |  |  |            |            |            |
|  | #4                            | N.Y. Jets                     | 41                            | #1 | Oakland       | 30                         |                                       |                            | 26 de enero – Qualcomm Stadium        | 26 de enero – Qualcomm Stadium        | 26 de enero – Qualcomm Stadium        |                        |                        |  |  |            |            |            |
|  |                               |                               |                               | #1 | Oakland       | 30                         |                                       |                            |                                       | 26 de enero – Qualcomm Stadium        | 26 de enero – Qualcomm Stadium        |                        |                        |  |  |            |            |            |
|  |                               |                               |                               |    |               |                            |                                       |                            |                                       | 26 de enero – Qualcomm Stadium        | 26 de enero – Qualcomm Stadium        |                        |                        |  |  |            |            |            |
|  | 5 de enero – Candlestick Park | 5 de enero – Candlestick Park | 5 de enero – Candlestick Park | A1 | Oakland       | 21                         |                                       |                            |                                       |                                       |                                       |                        |                        |  |  |            |            |            |
|  | 5 de enero – Candlestick Park | 5 de enero – Candlestick Park | 5 de enero – Candlestick Park | A1 | Oakland       | 21                         | 12 de enero – Raymond James Stadium   |                            |                                       |                                       |                                       |                        |                        |  |  |            |            |            |
|  | 5 de enero – Candlestick Park | 5 de enero – Candlestick Park | 5 de enero – Candlestick Park |    | N2            | Tampa Bay                  | 48                                    |                            |                                       |                                       |                                       |                        |                        |  |  |            |            |            |
|  | 5 de enero – Candlestick Park | 5 de enero – Candlestick Park | 5 de enero – Candlestick Park |    | N2            | Tampa Bay                  | 48                                    |                            |                                       |                                       |                                       |                        |                        |  |  |            |            |            |
|  | #5                            | N.Y. Giants                   | 38                            |    |               |                            |                                       |                            |                                       |                                       |                                       |                        |                        |  |  |            |            |            |
|  | #5                            | N.Y. Giants                   | 38                            | #4 | San Francisco | 6                          |                                       |                            |                                       |                                       |                                       |                        |                        |  |  |            |            |            |
|  | #4                            | San Francisco                 | 39                            | #4 | San Francisco | 6                          |                                       |                            | 19 de enero - Veterans Stadium        | 19 de enero - Veterans Stadium        | 19 de enero - Veterans Stadium        |                        |                        |  |  |            |            |            |
|  | #4                            | San Francisco                 | 39                            | #2 | Tampa Bay     | 31                         |                                       |                            | 19 de enero - Veterans Stadium        | 19 de enero - Veterans Stadium        | 19 de enero - Veterans Stadium        |                        |                        |  |  |            |            |            |
|  |                               |                               |                               | #2 | Tampa Bay     | 31                         |                                       |                            | 19 de enero - Veterans Stadium        | 19 de enero - Veterans Stadium        | 19 de enero - Veterans Stadium        |                        |                        |  |  |            |            |            |
|  |                               |                               |                               |    |               |                            |                                       |                            | 19 de enero - Veterans Stadium        | 19 de enero - Veterans Stadium        | 19 de enero - Veterans Stadium        |                        |                        |  |  |            |            |            |
|  | 4 de enero – Lambeau Field    | 4 de enero – Lambeau Field    | 4 de enero – Lambeau Field    | #2 | Tampa Bay     | 27                         |                                       |                            |                                       |                                       |                                       |                        |                        |  |  |            |            |            |
|  | 4 de enero – Lambeau Field    | 4 de enero – Lambeau Field    | 4 de enero – Lambeau Field    | #2 | Tampa Bay     | 27                         | 11 de enero – Veterans Stadium        |                            |                                       |                                       |                                       |                        |                        |  |  |            |            |            |
|  | 4 de enero – Lambeau Field    | 4 de enero – Lambeau Field    | 4 de enero – Lambeau Field    |    | #1            | Philadelphia               | 10                                    |                            |                                       |                                       |                                       |                        |                        |  |  |            |            |            |
|  | 4 de enero – Lambeau Field    | 4 de enero – Lambeau Field    | 4 de enero – Lambeau Field    |    | #1            | Philadelphia               | 10                                    |                            |                                       |                                       |                                       |                        |                        |  |  |            |            |            |
|  | #6                            | Atlanta                       | 27                            |    |               |                            |                                       |                            |                                       |                                       |                                       |                        |                        |  |  |            |            |            |
|  | #6                            | Atlanta                       | 27                            | #6 | Atlanta       | 6                          |                                       |                            |                                       |                                       |                                       |                        |                        |  |  |            |            |            |
|  | #3                            | Green Bay                     | 7                             | #6 | Atlanta       | 6                          |                                       |                            |                                       |                                       |                                       |                        |                        |  |  |            |            |            |
|  | #3                            | Green Bay                     | 7                             | #1 | Philadelphia  | 20                         |                                       |                            |                                       |                                       |                                       |                        |                        |  |  |            |            |            |
|  |                               |                               |                               | #1 | Philadelphia  | 20                         |                                       |                            |                                       |                                       |                                       |                        |                        |  |  |            |            |            |

- Local en cada partido: El local en cada partido es el equipo mejor clasificado, el equipo de abajo en el cuadro, excepto en el Super Bowl que es un estadio neutral.

## Premios anuales
Al final de temporada se entregan diferentes premios reconociendo el valor del jugador durante la temporada entera.
| Premio                     | Ganador        | Posición      | Equipo               |
| -------------------------- | -------------- | ------------- | -------------------- |
| Jugador más valioso        | Rich Gannon    | Quarterback   | Oakland Raiders      |
| Jugador ofensivo del año   | Priest Holmes  | Running back  | Kansas City Chiefs   |
| Jugador defensivo del año  | Derrick Brooks | Linebacker    | Tampa Bay Buccaneers |
| Entrenador del año         | Andy Reid      | Head Coach    | Philadelphia Eagles  |
| Novato ofensivo del año    | Clinton Portis | Running back  | Denver Broncos       |
| Novato defensivo del año   | Julius Peppers | Defensive end | Carolina Panthers    |
| Novato del año             | Jeremy Shockey | Tight end     | New York Giants      |
| Regreso del año            | Tommy Maddox   | Quarterback   | Pittsburgh Steelers  |
| Hombre del Año             | Troy Vincent   | Cornerback    | Philadelphia Eagles  |
| Jugador más valioso del SB | Dexter Jackson | Safety        | Tampa Bay Buccaneers |